# كامفيروز
كامفيروز (بالفارسية: كامفيروز) هي مدينة تقع في إيران في Kamfiruz District. يقدر عدد سكانها بـ 2,530 نسمة .